# فريا أندرسون
فريا آن ألكسندرا أندرسون (مواليد 4 مارس 2001) هي سباحة بريطانية، معروفة في بإنجازاتها في السباحة الحرة، وسباحة تتابع لفريق بريطانيا العظمى. حققت تسع ميداليات ذهبية في التتابع في ثلاث نسخ من بطولة أوروبا لألعاب القوى، بما في ذلك 5 ميداليات ذهبية في لقاء واحد في بطولة أوروبا 2020 في بودابست، بالإضافة إلى ميداليتين برونزيتين في ألعاب الكومنولث وبرونزية في بطولة العالم للألعاب المائية 2019، في يوليو 2021 فازت بالميدالية الذهبية كجزء من الفريق البريطاني في الألعاب الأولمبية الصيفية 2020 في طوكيو في التتابع المختلط 4 × 100 متر، حيث سبحت في سباق التتابع الحر في التصفيات.
على المستوى الفردي، فازت بالميداليات الفضية والبرونزية في بطولة أوروبا 2022 (50 مترًا)، وهي بطلة أوروبي فردي ثلاث مرات في السباق القصير (25 مترًا)، حيث فازت في سباقي 100 متر و200 متر حرة في عام 2019 في غلاسكو، وسباق 200 متر مرة أخرى في أوتوبيني في عام 2023. كما فازت بالميدالية الذهبية في سباق التتابع المختلط 4 × 50 مترًا حرة، مرة أخرى في عام 2023.
تم تسمية فريا أندرسون عضوة في وسام الإمبراطورية البريطانية في تكريمات العام الجديد 2022 لخدماته في مجال السباحة.